# Hartog de Hartog Lémon

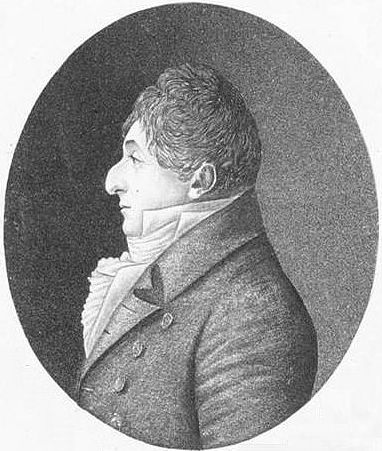
Portret door een onbekend gebleven kunstenaar

Hartog de Hartog Lémon, ook wel geschreven als Hartog de Hartog de Lémon (Amsterdam, 1755 - aldaar, 12 mei 1823) was een Nederlandse arts en politicus van Joodse afkomst. Hij was een van de voormannen van de Haskalah, de Joodse verlichting in Nederland.

## Levensloop
De in Amsterdam geboren en getogen Hartog de Hartog Lémon promoveerde tot doctor in de medicijnen en was armenarts van de Duits-Joodse (Asjkenazische Joden|Asjkenazische) gemeente, waar hij in 1795 werd ontslagen omdat hij het Bataafse "Comité van Waakzaamheid", de evenknie van Robespierres "Comité du Salut Republic", en de werkelijke regering van het revolutionaire Nederland, de door het revolutionaire Franse parlement afgekondigde verklaring van de Rechten van de Mens en de Burger in de sjoel wilde laten voorlezen. De Parnassiem, het bestuur van de synagoge, weigerden daaraan mee te werken met een beroep op de Joodse leer en traditie die dit, zo stelden zij, niet toestonden. De Franse Revolutie had de Joden geëmancipeerd en de Bataafse Republiek volgde het Franse voorbeeld, al bleef, tot teleurstelling van Hartog, die secretaris van de in 1795 opgerichte joodse patriottenclub Felix Libertate was, enige achterstelling bestaan.

De Lemon behoorde na zijn botsing met het bestuur van de Hoogduitse gemeente tot de vooruitstrevende Amsterdamse Joden die zich in 1797 van die gemeente afscheidden en de "Nieuwe Gemeente Adath Jessurun" oprichtten. In 1808 werd deze Nieuwe Gemeente, op last van koning Lodewijk Napoleon, weer samengevoegd met de Oude Gemeente.
Johannes Kinker wilde Hartog voordragen als lid van een Loge van Vrijmetselaars. De tegenstand die daarna opstak bracht Kinker ertoe binnen de vrijmetselarij een discussie over de principiële gelijkwaardigheid van de mens te initiëren. De "gelijkstaat der joden", die op 2 september 1796 door de Eerste Nationale Vergadering van de Bataafse Republiek was afgekondigd, maakte het Hartog Lémon en Herman Bromet mogelijk om als eerste Joodse volksvertegenwoordigers in Europa zitting in een parlement te nemen. Lémon werd op 31 augustus 1797 in de Tweede Nationale Vergadering geïnstalleerd als representant, waar hij behoorde tot de partij, of factie, van de Unitariërs.
Na de Unitarische staatsgreep van januari 1798 was Hartog enige tijd zeer invloedrijk en de gelijkberechtiging van alle Bataafse mannen in de grondwet van 1798 is mede aan hem en Bromet te danken. Hij was een vurig pleitbezorger voor de emancipatie van de Joden en klaagde dat "zelfs in verligte genootschappen als de Maatschappij tot Nut van het Algemeen en Felix Meritis de animo om Joden als hun gelijken te bejegenen buitengewoon gering is".

Hartogs dochter, Marianne Hartog de Lémon, huwde in 1794 de wiskundige Juda Littwak, die ook tot de leden van Felix Libertate behoorde. Met zijn schoonzoon werd Hartog de Hartog Lémon op 26 juli 1806 door Napoleon I naar de "Algemene Joodse Vergadering" ter voorbereiding van een Grand Sanhedrin in Parijs ontboden. Op deze vergadering wilde Napoleon I het Europese Jodendom als een strikt georganiseerde kerk naar Rooms voorbeeld opnieuw vormgeven en tot instrument van zijn machtspolitiek maken.
In 1807 werd Hartog lid van het gezelschap "Tot Nut en Beschaving".
Hartog de Hartog Lémon was als patriot een voorstander van de Nederlandse onafhankelijkheid. Hij was teleurgesteld in de regeringen van Frankrijk en Holland en bezorgd over de maatschappelijke positie van de Amsterdamse Joden die door het stilvallen van de handel meer dan andere bevolkingsgroepen leden onder de door het Continentale stelsel veroorzaakte economische crises. In de laatste dagen van het regime van Napoleon I werd hij, na het ontdekken van een "orangistische" samenzwering nog tot twee jaar gevangenisstraf veroordeeld wegens "gezagsondermijnende activiteiten" tegen het Franse Keizerrijk. Hartog werd op last van de Fransen in het kasteel van Ham bij Amiens opgesloten.

Op 6 april 1814 werd Hartog de Hartog Lémon door Lodewijk XVIII van Frankrijk vrijgelaten. Na zijn terugkeer in Amsterdam publiceerde hij in een pamflet een verdediging tegen de napoleontische aanklacht die hij de titel "Iets over de nooit plaats gehad hebbende zamenzweering te Amsterdam in Februari 1813" gaf.
Hij heeft na 1813 geen politieke of maatschappelijke rol van betekenis meer gespeeld.
De naam Lémon doet vermoeden dat hij van de Sefardische, uit Portugal en Spanje gevluchte Joden afstamde. Hartog de Hartog Lémon is echter een Asjkenazische jood en zijn vader droeg de naam Hartog Marcus Lemon. Hartog Marcus Lemon bleek na onderzoek van Odette Vlessing, specialiste op het Gemeentearchief Amsterdam in joodse genealogie, dezelfde persoon te zijn als Hirsch Levie Wiener. De Hebreeuwse naam van Hartog de Hartog Lémon is Reb Hirts Levi.

## Noot
1. ↑  Jacques Pressers biografie van Napoleon Bonaparte, 1946, blz. 292 over de kerk
2. ↑  Bloemgarten, Salvador (2007). Hartog de Hartog Lémon, Joodse revolutionair in Franse Tijd. Uitgeverij Aksant Amsterdam. ISBN 978 90 5260 244 8.